# Lipidni dvosloj
Lipidni dvoslojevi su tanke polarne membrane koje se sastoje od dva sloja lipidnih molekula. Te membrane su ravne ploče koje formiraju neprekidnu barijeru oko ćelija. Ćelijske membrane skoro svih živih organizama i mnogih virusa su lipidni dvoslojevi, kao što su i membrane koje okružuju jedro i druge ćelijske strukture. Lipidni dvosloj je barijera kaja drži jone, proteine i druge molekule gde su potrebni i sprečava njihovu difuziju u oblasti gde oni nisu potrebni. Lipidni dvoslojevi su idealni za tu ulogu jer mada su samo nekoliko nanometara široki, oni su nepropusni za većinu u vodi rastvornih (hidrofilnih) molekula. Dvoslojevi su posebno nepropusni za jone, što omogućava ćelijama da regulišu koncentracije i pH pumpanjem jona kroz membrane putem proteinskih jonskih pumpi.
Prirodni bislojevi se obično sastoje od fosfolipida, koji imaju hidrofilnu glavu i dva hidrofobna repa. Kad su fosfolipidi izloženi u vodi, oni se organizuju u dvoslojne ploče tako da su svi njihovi repovi umereni ka centru ploče. Centar dvosloja skoro da ne sadrži vodu i molekule poput šećera ili soli. Ovaj proces je sličan stapanju kapi ulja u vodi i vođen je istom silom, koja se naziva hidrofobni efekat. Pošto su lipidi dvosloja veoma krhki i pošto je dvosloj veoma tanak oni nisu vidljivi tradicionalnim mikroskopom, te je izučavanje dvosloja veoma kompleksan proces. Eksperimenti na dvoslojevima su ćesto bazirani na primeni elektronske mikroskopije i mikroskopa atomskih sila.
Fosfolipidi sa određenim čeonim grupama mogu da promene površinsku hemiju dvosloja. Oni na primer, mogu da označe ćeliju za destrukciju imunskim sistemom. Lipidni repovi mogu takođe da utiču na svojstva membrane, na primer putem određivanja faze dvosloja. Dvosloj može da poprimi stanje čvrstog gela na nižim temperaturama i da podlegne faznoj transformaciji u tečno stanje na višim temperaturama. Pakovanje lipida unutar dvosloja takođe utiče na mehanička svojstva, uključujući otpornost na rastezanje i savijanje. Mnoga od tih svojstava su izučavana putem veštačkih „modela“ dvosloja proizvedenih u laboratoriji. Vezikule napravljene modelima dvosloja su isto tako klinički korištene za isporuku leka.
Biološke membrane tipično obuhvataju nekoliko tipova lipida pored fosfolipida. Posebno važan primer u životinjskim ćelijama je holesterol, koji pomaže u ojačavanju dvosloja i umanjenju njegove permeabilnosti. Holesterol takođe pomaže u regulaciji aktivnosti pojedinih integralnih membranskih proteina. Integralni membranski proteini funkcionišu kad su inkorporirani u lipidni dvosloj. Pošto dvosloji definišu granice ćelije i njenih kompartmana, ti membranski proteini učestvuju u mnogim intra- i inter-ćelijskim signalnim procesima. Pojedine vrste membranskih proteina učestvuju u procesu stapanja dva dvosloja. Ta fuzija omogućava spajanje dve zasebne strukture, na promer tokom oplodnje jajeta spermom ili ulaza virusa u ćeliju.

## Struktura i organizacija
Lipidni dvosloj je ploča od lipida koja je dva molekula debela. Molekuli su uređeni tako da su hidrofiline fosfatne glave usmerene ka vodi na obe strane dvosloja a hidrofobni repovi su u unutrašnjosti dvosloja. Ovaj aranžman proizvodi dva „lista“, svaki od kojih je jednomolekulski sloj. Lipidi se samostalno organizuju u ovu strukturu usled hidrofobnog efekta.
Postoje sličnosti između ove strukture i običnog sapuničnog mehura, mada se oni isto razlikuju u više pogleda. Obe strukture sadrže dva jednomolekulska sloja amfifilne supstance. U slučaju sapuničnog mehura, dva sapunska monosloja pokrivaju središnji sloj vode. HIdrofilne glave su orijentisane ka unutrašnjoj vodenoj osnovi, dok su hidrofobini repovi usmereni ka vazduhu. U slučaju lipidnog dvosloja, struktura je obrnuta tako da su glave usmerene ka spoljašnjosti, a repovi ka unutrašnjosti. Još jedna važna razlika imeđu lipidnog dvosloja i sapunskog mehura je njihova veličina. Sapunski mehuri tipično imaju debljinu od nekoliko stotina nanometara. To je na istoj talasnoj dužini kao i svetlost, te interferencija proizvodi boje duge na površini mehura. Pojedinačni lipidni dvosloj ima debljinu od oko pet nanometara, što je znatno manje od talasne dužine svetlosti i stoga on nije vidljiv golim okom, čak ni uz pomoć standardnog svetlosnog mikroskopa.